# 김흥교
김흥교(金興敎, 1918년 ~ 1995년)는 대한민국의 더블 베이스 연주자이다.

## 생애
김흥교는 대구에서 태어났으며, 일본 도쿄 음악 학교 예과를 졸업하였다. 나가시오(長汐壽治), 하시모토(橋本國彦)에게서 음악을 배웠다. 이후 경성중앙방송국 관현악단원, 고려교향악단 창립위원, 서울예대 전임강사, 공군 군악대 교관직 등을 역임하였다. 그의 대표작은 《콘트라베이스 신교본》, 《국악보의 신기보론》 등이다. 효성여대를 거쳐 서울대 음대 교수를 역임하였다. 그리고 1972년 봄에 작곡 발표회를 개최한 적이 있다.